# Thuliadanta
Thuliadanta — викопний рід цератоморфних непарнопалих, пов'язаних із сучасними тапірами, відомий з ранньоеоценової формації Маргарет в Арктичній Канаді (Нунавут і Північно-Західні території).

## Палеогеографічне значення
Thuliadenta відомий з найвищого північного широтного регіону з усіх вимерлих тапіроїдів, що вказує на можливе північноамериканське походження Tapiroidea. Судячи з використання гірського тапіра як аналога, Thuliadanta, можливо, був цілорічним мешканцем у помірних низинних лісах еоцену Високої Арктики.